# International Superstar Soccer Pro 98
International Superstar Soccer Pro 98 (título abreviado oficialmente como ISS Pro 98 e lançado no Japão em três edições: J.League Jikkyou Winning Eleven 3, World Soccer Jikkyou Winning Eleven 3: World Cup France '98 e World Soccer Jikkyou Winning Eleven 3 Final Ver.) foi um jogo eletrônico lançado para PlayStation criado pela Konami Computer Entertainment Tokyo, era o jogo "oficial" da Copa de 1998 na França.

## Novidades
- A Lista de Times Aumentou para 54.
- O Número de Jogadores em cada time aumentou para 18.
- O Ajuste de Velocidade, para aumentar a velocidade do time.
- A Formação pode ser ajustada em qualquer momento de um jogo.
- Novos modos de jogo, Partida All Star e Treinamento.
- Nas opções pode-se mudar o nome dos jogadores.
- A Escolha de Dificuldade e de tempo de jogo agora estão em outros modos, além do modo Exhibition.
- 5 Novos estádios e 5 níveis de dificuldade.
- Durante a "Copa do Mundo" a bola muda para azul, pois era a bola "Tricolore" da Copa de 98.

## Conteúdo
Esse Jogo Tem 6 modos diferentes de jogo,4 vieram do jogo anterior e mais 2 novos

### Modos de Jogo
- Exhibition Mode: Onde o jogador joga uma partida amistosa contra o computador (CPU) ou contra outro jogador com o time que quiser, estádio e tempo de jogo (Varia entre 5 e 45 min.), também é possível jogar com mais de 2 jogadores e jogar Computador vs Computador.
- League Mode: 16 times internacionais participam de uma liga jogando metade dela (15 partidas) ou ela toda (30 Partidas:15 de ida e 15 de volta).
- Cup Mode: Modo onde você disputa a "Copa do Mundo Fifa de 1998". Nesse Modo também pode jogar a Eurocopa, Copa América, Copa Africana de Nações e Copa Norte-Americana.
- All-star Match: Um Amistoso entre as "Estrelas Mundiais" e as "Estrelas Europeias"
- Penalty Kick Mode: É Como o exhibition, mas apenas com cobranças de pênalti, se der empate, tem a rodada de prorrogação.
- Training: É apenas um modo de treinamento.

### Times
Essas são as seleções jogáveis nesse jogo.
| - Alemanha - Espanha - Romênia - Inglaterra - França - Dinamarca - Itália - Países Baixos - Noruega - Suécia - Croácia - Iugoslávia - Bulgária - Áustria - Portugal - Escócia - Grécia - Bélgica - Turquia - Irlanda | - Irlanda do Norte - País de Gales - Marrocos - Tunísia - África do Sul - Camarões - Nigéria - México - Estados Unidos - Jamaica - Brasil - Colômbia - Chile | - Argentina - Paraguai - Japão - Coreia do Sul - Arábia Saudita - Irã - Austrália - World All-Stars - European All-Stars Somente na versão Winning Eleven 3: Final Version - Romênia Gold - FC Divo |